# 酒井道夫
酒井 道夫（さかい みちお、1939年 - ）は、編集者。武蔵野美術大学名誉教授。専攻は、デザイン論、印刷文化論、編集計画など。日本生活学会員、日本出版学会員。

## 来歴
東京都世田谷区出身。父親は学者でもあった酒井勝郎。5才から15才までの間は疎開を含めて、島根県八束郡本庄村および松江市、静岡県磐田市、東京都中野区で育った。
1959年、東京都立豊多摩高等学校卒業。1965年、早稲田大学第二文学部美術専修卒業。
1960年から雑誌編集に携わる（『ニューインテリア』『近代建築』『ディテール』など）。
学園紛争の末期の1970年秋に高見堅志郎と橋本梁司から招聘され、『建築文化』（彰国社）の編集者を辞めて武蔵野美術大学短期大学部生活デザイン科の専任講師に就任。同科にて、1977年に助教授、1979年に教授となった。平行して出版印刷工房「酒井九ポ堂」の活動も継続。
短期大学部の廃止後は、通信教育課程芸術文化学科の教授を務め、平成21年度をもって退任し、名誉教授となった。2001年から2009年までは、武蔵野美術学園の学園長でもあった。

## 著書
- 武蔵野美術大学出版局 発行
  - 印刷文化論（2004年） ISBN 978-4901631143
  - タウトが撮ったニッポン（2007年、沢良子との共著） ISBN 978-4901631754
  - 教養としての編集（2009年） ISBN 978-4901631877